# 王翀 (1916年)
王翀（1916年—1976年），男，山东莘县人，中华人民共和国政治人物，曾任中共安徽省委常委，安徽省革命委员会副主任。